# Susan Marie Snyder
Suzenne Marie Seradwyn (Idaho, 18 de julho de 1964), anteriormente conhecida profissionalmente como Susan Marie Snyder, é uma atriz e cineasta norte-americana.

## Primeiros anos
A caçula de uma família de dez irmãos, Snyder nasceu no Idaho e cresceu no Oregon. Teve suas primeiras experiências com atuação em peças escolares. Enquanto cursava o ensino médio, foi selecionada para um teste de teatro da American Academy of Dramatic Arts. Ela foi aceita pela instituição e, posteriormente, mudou-se para Nova Iorque. Antes de se tornar atriz profissional, trabalhou como garçonete e, paralelamente aos seus primeiros projetos televisivos, desenvolveu shows de comédia stand-up.

## Carreira

### Atuação
Snyder começou sua carreira na atuação aparecendo em esquetes recorrentes do programa Late Night with David Letterman. Recebeu seu primeiro papel de protagonista na soap opera Santa Barbara (NBC), tornando-se a segunda atriz a interpretar Laken Lockridge, de 1987 a 1988. Também atuou em As the World Turns, uma soap opera da CBS; nessa atração ela interpretou Julie Snyder de 1989 a 1995 e retornou duas vezes ao papel em 1998 e 2002.
Durante sua breve carreira de atriz na indústria cinematográfica, trabalhou em dois longas-metragens. Em 1986, teve uma pequena participação em Ruthless People, estrelado por Danny DeVito e Bette Midler. Dois anos depois, interpretou Mare na sequência Sleepaway Camp II: Unhappy Campers, contracenando com Pamela Springsteen.

### Projetos posteriores
A partir de meados da década de 2010, ela retornou ao cinema, desta vez dedicando-se à produção, edição e direção de documentários independentes, pelos quais recebeu alguns prêmios. Em 2021, lançou seu primeiro livro, um romance intitulado Love: The Harmonizing Essence, coescrito com seu parceiro Elijah Carter.

## Vida pessoal
Ela se casou com Peter G. Boynton, seu colega de elenco em As the World Turns, em outubro de 1989. Eles tiveram uma filha juntos e se separaram em meados da década de 1990. Depois de deixar o elenco de As the World Turns, ela afastou-se de sua carreira na atuação e se mudou para Vermont. Alterou legalmente seu nome para Suzenne Marie Seradwyn e passou a morar em Albuquerque, no Novo México. Posteriormente, fixou residência na Ilha Havaí.

## Filmografia

### Cinema
| Ano  | Título                             | Papel                  | Notas                | Ref.  |
| ---- | ---------------------------------- | ---------------------- | -------------------- | ----- |
| 1986 | Ruthless People                    | Cliente da loja de som |                      | [ 4 ] |
| 1988 | Sleepaway Camp II: Unhappy Campers | Mare                   |                      | [ 4 ] |
| 2012 | Sleepaway Camp IV: The Survivor    | Mare                   | Filmagens de arquivo | [ 6 ] |

### Televisão
| Ano            | Título                          | Papel           | Notas                                 | Ref.   |
| -------------- | ------------------------------- | --------------- | ------------------------------------- | ------ |
| c. in.déc.1980 | Late Night with David Letterman | Little Susie    | Primeiro trabalho na televisão        | [ 8 ]  |
| 1984           | The New Show                    | Desconhecido    | Show de esquetes                      | [ 8 ]  |
| c. in.déc.1980 | Ryan's Hope                     | Desconhecido    | Primeiras soap operas Pequenos papéis | [ 7 ]  |
| c. in.déc.1980 | Another World                   | Desconhecido    | Primeiras soap operas Pequenos papéis | [ 7 ]  |
| 1986           | Betrayed by Innocence           | Andrea DeLeon   | Telefilme                             | [ 11 ] |
| 1987           | Gimme a Break!                  | Linda           | Participação episódica                | [ 12 ] |
| 1987-88        | Santa Barbara                   | Laken Lockridge | Papel regular                         | [ 13 ] |
| 1989–2002      | As the World Turns              | Julie Snyder    | Papel regular                         | [ 10 ] |

### Outros trabalhos
| Ano  | Título              | Crédito                  | Notas        | Ref.   |
| ---- | ------------------- | ------------------------ | ------------ | ------ |
| 2016 | Aloha from Lavaland | Direção e cinematografia | Documentário | [ 14 ] |